# Ali & Ava
Ali & Ava ist ein Filmdrama von Clio Barnard, das im Juli 2021 bei den Internationalen Filmfestspielen von Cannes erstmals gezeigt wurde und am 4. März 2022 in die Kinos im Vereinigten Königreich kam.

## Handlung
Ali lebt in Bradford und verdient sein Geld als Verwalter von Mietwohnungen seiner Familie, hat aber früher erfolgreich als DJ in Clubs gearbeitet. Zuhause hat Ali Tausende von Schallplatten zusammengetragen, hauptsächlich mit Bhangra, Rap und elektronischer Tanzmusik. Als er noch Musik auflegte, lernte er seine Frau Runa kennen. Anfänglich war es eine Liebesbeziehung, doch irgendwann nach der Hochzeit verflog der Funke, und sie haben sich so weit auseinandergelebt, dass sie nun ausziehen und sich von ihm scheiden lassen will. Im Gegensatz zu seinen aus Pakistan stammenden Verwandten ist Ali selbst nicht besonders religiös. Nun hat er Angst seiner Familie mitzuteilen, dass seine Ehe gescheitert ist.
Als Ali seinen slowakischen Mietern einen Gefallen tun will und deren Tochter Sofia von der Schule abholt, lernt er Ava kennen, die dort in der Nachhilfe tätig ist. Er bietet ihr an, sie mit in die Stadt zu nehmen, und ist schnell von ihr angetan, auch weil er sieht, wie gut sie mit Kindern umgehen kann und obwohl sie Folk liebt, mit dem Ali gar nichts anzufangen weiß. Sein Gefühl beruht auf Gegenseitigkeit.
Ava ist Irin und eigentlich gegenüber allen Briten misstrauisch. Als sie das erste Mal heiratete, war sie noch sehr jung und hat nun mehrere Kinder von verschiedenen Männern. Ihr letzter Partner, der erst kürzlich verstarb, hat sie nicht nur psychisch, sondern auch körperlich misshandelt. Ihr Anfang 20-jähriger Sohn Callum ist selbst schon Vater, vermisst seinen eigenen jedoch sehr. Callum ist in rechtsextremen Kreisen unterwegs und daher wütend, als er sieht, wie gut Ali und seine Mutter sich verstehen.

## Produktion
Regie führte Clio Barnard, die auch das Drehbuch schrieb. Es handelt sich nach The Selfish Giant und Dark River um ihren dritten Langfilm.

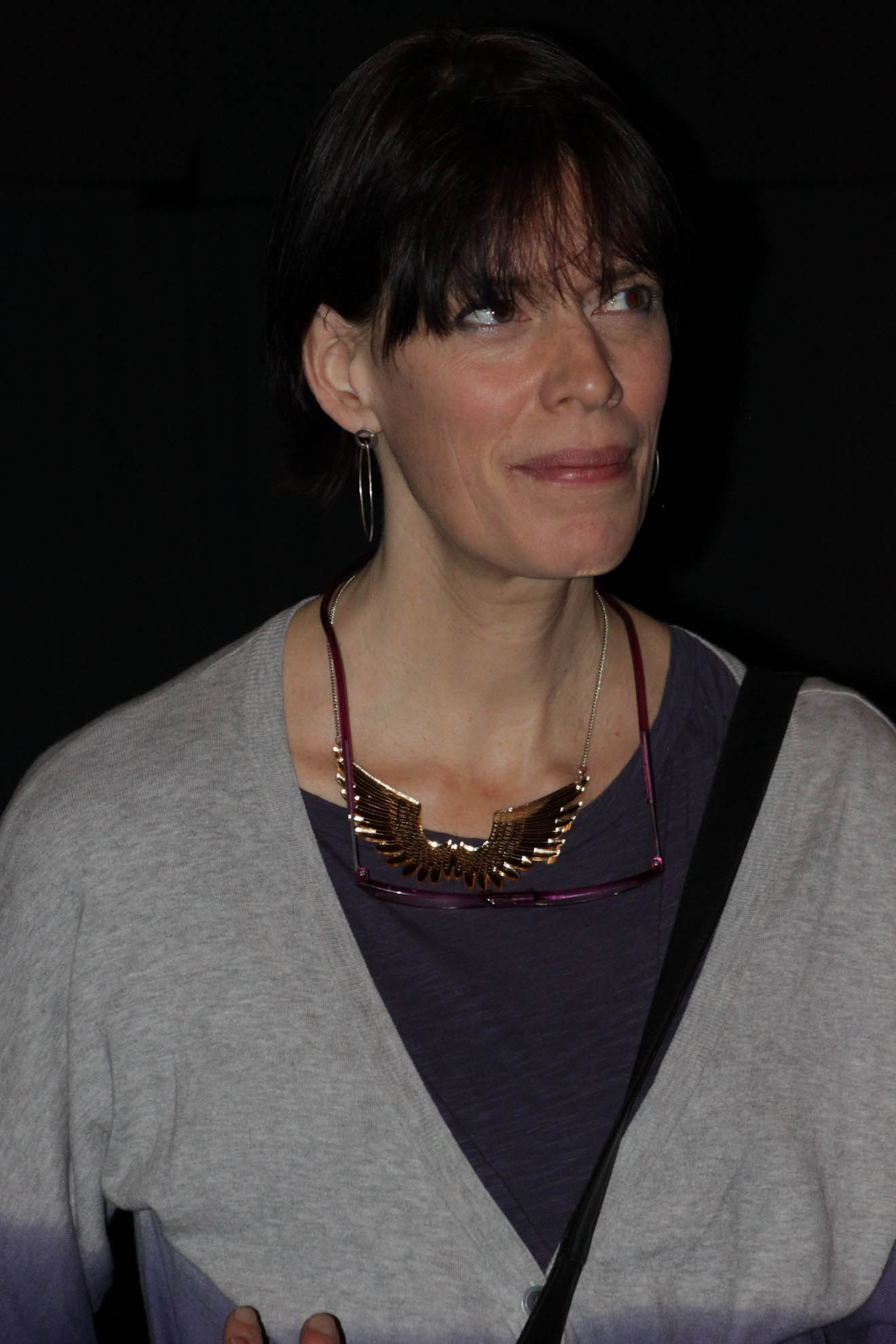
Regisseurin und Drehbuchautorin Clio Barnard

Adeel Akhtar und Claire Rushbrook spielen in den Titelrollen Ali und Ava. Ellora Torchia spielt Alis Noch-Ehefrau Runa, Shaun Thomas Avas Sohn Callum.
Die Dreharbeiten fanden in Bradford, West Yorkshire statt. Damit blieb Barnard ihren nordenglischen Wurzeln treu, wo die Regisseurin bereits ihre drei vorherigen Spielfilme Dark River, The Selfish Giant und The Arbor gedreht hat. Als Kameramann fungierte Ole Bratt Birkeland.
Der Film feierte am 11. Juli 2021 bei den Internationalen Filmfestspielen von Cannes seine Premiere, wo er in der Nebenreihe Quinzaine des Réalisateurs gezeigt wurde. Im August 2021 wurde er beim Internationalen Filmfestival Karlovy Vary und im September 2021 beim Toronto International Film Festival vorgestellt.  Eine erste Vorstellung in der Schweiz erfolgte Ende September 2021 beim Zurich Film Festival und Anfang Oktober 2021 beim Filmfest Hamburg erstmals in Deutschland. Ebenfalls im Oktober 2021 wurde er beim Busan International Film Festival und beim London Film Festival vorgestellt und im November 2021 beim AFI Fest und beim Cork International Film Festival. Ende Januar, Anfang Februar 2022 wurde er beim Göteborg International Film Festival gezeigt, Anfang Februar 2022 auch beim International Film Festival Rotterdam. Der Kinostart im Vereinigten Königreich erfolgte am 4. März 2022. Ebenfalls im März 2022 wurde er beim Luxembourg City Film Festival vorgestellt. Im April 2022 wurde er beim Florida Film Festival und beim Seattle International Film Festival  gezeigt. Der US-Kinostart erfolgte am 29. Juli 2022, eine Veröffentlichung auf Amazon und Apple TV am 23. August 2022. Im Oktober 2022 wird er beim Filmfest Osnabrück vorgestellt.
Im März 2022 veröffentlichte Cognitive Shift die Coverversion der irischen Ballade Grace aus dem Film. Das Stück, das ursprünglich von Frank & Seán O’Meara geschrieben wurde, wird von Karan Casey gesungen und wurde von Filmkomponist Harry Escott neu interpretiert.

## Rezeption

### Kritiken
Auf Metacritic erhielt der Film einen Metascore von 75 von 100 möglichen Punkten. Bei Rotten Tomatoes sind 94 Prozent der Kritiken positiv bei einer durchschnittlichen Bewertung mit 7,6 der möglichen 10 Punkte, womit er aus den 23. Annual Golden Tomato Awards als Drittplatzierter unter den Liebesfilmen des Jahres 2022 hervorging.

### Auszeichnungen
British Academy Film Awards 2022
- Nominierung als Bester britischer Film
- Nominierung als Bester Hauptdarsteller (Adeel Akhtar)

British Independent Film Awards 2021
- Nominierung als Bester britischer Independent-Film (Clio Barnard und Tracy O’Riordan)
- Nominierung für die Beste Regie (Clio Barnard)
- Nominierung als Beste Hauptdarstellerin (Claire Rushbrook)
- Auszeichnung als Bester Hauptdarsteller (Adeel Akhtar)
- Nominierung für das Beste Drehbuch (Clio Barnard)
- Auszeichnung für die Beste Musik (Connie Farr und Harry Escott)
- Nominierung für das Beste Casting (Shaheen Baig)

Cairo International Film Festival 2021
- Nominierung für den Arab Film Critics’ Award for European Films[19]

Cleveland International Film Festival 2022
- Nominierung im International Narrative Competition (Clio Barnard)[20]